# Cipura xanthomelas
Cipura xanthomelas là một loài thực vật có hoa trong họ Diên vĩ. Loài này được Maxim. ex Klatt miêu tả khoa học đầu tiên năm 1882.